# Dingliche Haftung
Dingliche Haftung bezeichnet im deutschen Sachenrecht, dass der Eigentümer einer Sache, insbesondere eines Grundstücks, die Verwertung des verhafteten Gegenstandes wegen eines darauf lastenden Pfandrechts (z. B. eines Grundpfandrechtes) oder einer öffentlichen Last (nur bei Grundstücken) durch den Gläubiger dulden muss, ohne dass er zugleich auch (persönlicher) Schuldner der Gläubigerforderung ist.
Der Inhaber eines Pfandrechts kann sich an der Sache durch Zwangsvollstreckung schadlos halten. Eigentümer und persönlicher Schuldner müssen nicht personenidentisch sein. Die abstrakte Natur der dinglichen Haftung wird beispielsweise deutlich, wenn der Ehemann allein ein Darlehen aufnimmt, das durch dessen Ehefrau auf ihrem Grundstück mittels Hypothek oder Grundschuld besichert wird. Wird der Kredit notleidend, schuldet der Ehemann als Kreditnehmer die Rückzahlung gemäß § 488 Abs. 1 Satz 2 BGB persönlich, die Ehefrau als Grundstückseigentümerin im Wege der Zwangsvollstreckung in seine belastete Sache, § 1147 BGB.
Eine dingliche Haftung kann sich auf Grundpfandrechte beziehungsweise bewegliche Sachen beziehen. Haftungsgrundlage ist die Forderung des Gläubigers, die durch das Sicherungsobjekt besichert ist. Beim gesetzlichen Pfandrecht und der Verpfändung haftet das Pfandobjekt für die auf ihm lastenden Schulden (§ 1204 Abs. 1 BGB). Kommt der persönliche Schuldner seiner Rückzahlungspflicht nicht nach, so darf der Pfandgläubiger das Pfandobjekt verkaufen (§ 1228 Abs. 1 BGB) und mit den Veräußerungserlösen seine Forderung tilgen. Im Grundstücksrecht begründen die Hypothek und die Grundschuld die dingliche Haftung der mit diesen Grundpfandrechten belasteten Grundstücke (§§ 1113, § 1191, § 1192 Abs. 1a BGB). In diesen Fällen gibt es darüber hinaus noch eine dingliche Haftung des Haftungsverbands bei Grundpfandrechten, durch den neben dem Grundstück seine wesentlichen Bestandteile (§ 1120 BGB), das Grundstückszubehör (§ 1120 BGB), die Miet- und Pachtforderungen (bei vermieteten oder verpachteten Beleihungsobjekten; § 1123 BGB); Versicherungsentschädigungen (§ 1127 BGB; insbesondere Gebäudeversicherungen gemäß § 1128 BGB und sonstige Schadensversicherungen gemäß § 1129 BGB) mit haften.
Für öffentliche Lasten, also auf öffentlichem Recht beruhende und einmalig beziehungsweise wiederkehrend zu begleichende Abgabeverpflichtungen, lösen im Falle der Nichtzahlung neben der persönlichen auch eine dingliche Haftung einer Sache (in der Regel ein Grundstück) aus. Insoweit unterscheidet die Abgabenordnung (AO) zwei Haftungsebenen. Eintragungsfähig sind öffentliche Lasten, wenn dies gesetzlich zugelassen oder sogar vorgeschrieben ist (vgl. § 54 GBO). Aufgrund der Verwandtschaft zu den Verwertungsrechten des BGB, werden diese entsprechend angewendet. Die persönliche Haftung ist in den §§ 69 bis § 75 AO geregelt, der Haftungsschuldner hat für die Steuerschuld eines Dritten einzustehen. Die dingliche Haftung nach § 76 AO („Sachhaftung“) führt dazu, dass einfuhr- und ausfuhrabgabenpflichtige Waren – ohne Rücksicht auf die daran bestehenden Rechte Dritter – als Sicherheit für die darauf ruhende Steuer dienen.

## Rechtsfolgen
Die dingliche Haftung ist solange lediglich latent vorhanden, bis ein Gericht die Zwangsversteigerung oder die Zwangsverwaltung der Pfandobjekte anordnet (§§ 20, § 21, § 146, § 148 ZVG). Dann muss ihr Eigentümer als Schuldner oder Sicherungsgeber die Beschlagnahme und anschließende Verwertung hinnehmen.